# Liste der Dames Grand Cross des Order of the British Empire
In dieser Liste werden lebende Mitglieder des Order of the British Empire der Stufe Dame Grand Cross (GBE) aufgeführt. Männliche Mitglieder des Ordens derselben Stufe sind in der Liste der Knights Grand Cross des Order of the British Empire zu finden.
| Name                                          | Stufe | Ernennung | Hinweis  |
| --------------------------------------------- | ----- | --------- | -------- |
| Elizabeth Butler-Sloss, Baroness Butler-Sloss | GBE   | 2004      | DBE 1979 |
| Helene Hayman, Baroness Hayman                | GBE   | 2012      |          |
| Rosalyn Higgins                               | GBE   | 2019      | DBE 1997 |
| Sue Ion                                       | GBE   | 2022      | DBE 2010 |
| Hermione Lee                                  | GBE   | 2023      | DBE 2013 |
| Margaret Beckett                              | GBE   | 2024      | DBE 2013 |
| Carol M. Black                                | GBE   | 2024      | DBE 2005 |